# Хлынцев, Иван Анатольевич
Иван Анатольевич Хлынцев (род. 16 июня 1981, Салават, Башкирская АССР) — российский хоккеист, левый нападающий. Чемпион Высшей лиги чемпионата России по хоккею с шайбой. Тренер команды «Юрматы-2001-2002», г. Салават.

## Биография
Иван Анатольевич Хлынцев родился 16 июня 1981 года в городе Салавате Башкирской АССР.
Воспитанник ХК «Алмаз» (Салават). Первые тренеры: отец Анатолий Иванович Хлынцев и Александр Михайлович Прокудин.
Входил в состав сборной Урала в 1995—1997 годах.
Иван Хлынцев начал свою карьеру в качестве хоккеиста в молодёжной команде «Нефтехимик-2» ныне («Реактор») из города Нижнекамск, в основной команде, он дебютировал в сезоне 1999/2000. Однако, после двух матчей проведенных в основе, был отправлен в фарм-клуб «Нефтехимика» «Нефтяник» (Лениногорск). В «Нефтянике» он провёл следующие полтора года, прежде чем перешёл в ХК «Витебск», выступающий в белорусской экстралиге, к команде он присоединился в середине сезона 2001/02 во втором дивизионе Восточно-Европейской хоккейной лиги. В следующем сезоне Хлынцев перешёл в ХК «Гомель», который также выступал в ВЕХЛ.
С 2003 по 2005 год Хлынцев выступает за клубы ВХЛ: ХК «Воронеж» и «Зауралье» (Курган). Затем он переходит в родной клуб «Салават Юлаев» (Уфа), выступающий в Суперлиге, где проводит один сезон. Следующие три сезона провёл также в ВХЛ, выступая за фарм-клуб «Салавата» «Торос» (Нефтекамск).
Выступал за клуб КХЛ «Югра» (Ханты-Мансийск) с 2009 года по 2014 год. Последним клубом Ивана стал орский «Южный Урал» из ВХЛ.
C 2018 года тренер «Юрматы-2001-2002» г. Салават.

## Статистика выступлений в Чемпионатах России
| 1999/00     | Нефтехимик    | ПХЛ         | 2   | 0  | 0   | 0   | 0   | —  | — | —  | —  | —  |
| 2000/01     | Нефтяник Лн   | ВХЛ         | 26  | 5  | 4   | 9   | 38  | —  | — | —  | —  | —  |
| 2001/02     | Нефтяник Лн   | ВХЛ         | 14  | 0  | 3   | 3   | 6   | —  | — | —  | —  | —  |
| 2003/04     | ХК Воронеж    | ВХЛ         | 51  | 9  | 14  | 23  | 48  | —  | — | —  | —  | —  |
| 2004/05     | Зауралье      | ВХЛ         | 46  | 7  | 5   | 12  | 36  | 3  | 0 | 0  | 0  | 4  |
| 2005/06     | Салават Юлаев | ПХЛ         | 20  | 3  | 1   | 4   | 14  | —  | — | —  | —  | —  |
| 2006/07     | Торос         | ВХЛ         | 49  | 25 | 25  | 50  | 102 | —  | — | —  | —  | —  |
| 2007/08     | Торос         | ВХЛ         | 31  | 12 | 18  | 30  | 84  | 4  | 2 | 0  | 2  | 8  |
| 2008/09     | Торос         | ВХЛ         | 52  | 12 | 22  | 34  | 44  | 7  | 3 | 3  | 6  | 6  |
| 2009/10     | Югра          | ВХЛ         | 38  | 13 | 19  | 32  | 16  | 17 | 3 | 7  | 10 | 4  |
| 2010/11     | Югра          | КХЛ         | 54  | 11 | 18  | 29  | 30  | 6  | 2 | 1  | 3  | 2  |
| 2011/12     | Югра          | КХЛ         | 48  | 14 | 10  | 24  | 32  | 3  | 0 | 0  | 0  | 6  |
| 2012/13     | Югра          | КХЛ         | 16  | 4  | 1   | 5   | 10  | —  | — | —  | —  | —  |
| 2013/14*    | Югра          | КХЛ         | 26  | 4  | 4   | 8   | 8   | 1  | 0 | 0  | 0  | 2  |
| 2014/15     | Южный Урал    | ВХЛ         | 28  | 6  | 12  | 18  | 22  | —  | — | —  | —  | —  |
| 2015/16     | Южный Урал    | ВХЛ         | 8   | 0  | 3   | 3   | 4   | —  | — | —  | —  | —  |
| Всего в ВХЛ | Всего в ВХЛ   | Всего в ВХЛ | 343 | 89 | 125 | 214 | 400 | 31 | 8 | 18 | 26 | 22 |
| Всего в ПХЛ | Всего в ПХЛ   | Всего в ПХЛ | 22  | 3  | 1   | 4   | 14  | —  | — | —  | —  | —  |
| Всего в КХЛ | Всего в КХЛ   | Всего в КХЛ | 144 | 33 | 33  | 66  | 80  | 9  | 2 | 1  | 3  | 8  |

* В графе «Плей-офф» приведена статистика в Кубке Надежды.